# Philip Zimbardo
Philip George Zimbardo (23. března 1933 New York – 14. října 2024 San Francisco) byl americký psycholog známý zejména jako koordinátor stanfordského vězeňského experimentu, během něhož bylo 24 náhodně vybraných studentů drženo v předstíraném vězení ve sklepě budovy Stanfordovy univerzity. Zjištěný sadismus „dozorců“, spolu se silnými úzkostnými a neurotickými projevy a pasivitou vězňů, které Zimbardo popisoval, vyústily v teoriích o důležitosti sociálních pozic v individualistické psychologii. Tato teorie je dodnes kontroverzní a v poslední době je silně zpochybňována, stejně jako průběh celého experimentu.
Zimbardo obdržel v roce 2005 cenu Nadace Vize 97, kterou založil exprezident Václav Havel se svou ženou Dagmar. Předání ceny doprovázalo české vydání knihy Moc a zlo.

## Dílo
Od roku 1968 byl profesorem na Stanfordově univerzitě, předtím učil na Yale, New York University a Columbia University. Jeho kariéra vešla ve známost mimo jiné díky populárnímu televiznímu pořadu Objevování psychologie, kde profesor Zimbardo populárně-naučným způsobem představil psychologii a její problémy široké veřejnosti, a také díky velkému množství knih i odborných textů (na tři sta prací), jejichž je autorem. V roce 2002 byl díky svým zásluhám i předsedou Americké asociace psychologů.
Ve svých výzkumech se Zimbardo zabýval mnoha oblastmi lidské psychiky.
Nejznámější jsou jeho výzkumy na poli vězeňské psychologie, a to zejména díky světově známému Stanfordskému experimentu z roku 1971 („The Stanford Prison Experiment“, 1971). Výsledek této práce, kdy poznal zlo, použil k tomu, aby mu mohl v co největší míře zabránit. Koncept svého učení proti zlu pojmenoval „The Banality of Heroism“, protože pokud je zlo banální, dá se mu i banálně postavit. Tím myslí sebrat odvahu a být tím prvním, kdo se ozve, aby narušil projev zla a stádnímu chování nabídl alternativu. Zimbardo i jeho nezisková organizace „The Heroic Imagination Project“ učili po celém světě, že kdyby byli k takovému hrdinskému chování všichni odmala vedeni, systémové zlo v rozsahu, v jakém existovalo za války, by bylo mnohem méně pravděpodobné.
Velký úspěch zaznamenal také například v oblasti výzkumu stydlivosti. Stal se spoluzakladatelem Stanfordské kliniky stydlivosti (dnes Klinika stydlivosti), jejíž výzkum a následný program začínal původně v roce 1975 jako vědecký experiment na Stanfordově univerzitě, do nějž byli dobrovolníci na dané období osmi týdnů nabíráni stejným způsobem, jako do vězeňského experimentu – pomocí inzerátu v místních novinách. Klinika nyní sídlí v Menlo Parku a dále pracuje na výzkumu i klinické léčbě stydlivosti.
Co se týče dalších oblastí, Zimbardo se zajímal i o výzkum násilí, kterého byl od dětství častým svědkem, protože vyrůstal v nechvalně známé newyorské oblasti Jižního Bronxu. Zabýval se také psychopatologickými symptomy, které mohou vést k psychiatrickým diagnózám tzv. „madness“ (volně šílenství). Jednou z oblastí jeho vědecko-výzkumného zájmu byla i hypnóza a problematika posthypnotické sugesce. Zimbardo byl i vyhledávaným pedagogem, na Stanfordu přednášel od roku 1968. Vedl zde kurzy Úvodu do psychologie, které vždy byly jedněmi z nejpopulárnějších na univerzitě, a jejich obvyklá kapacita je okolo 300 studentů, i když nebyly výjimkou ani přednášky, jichž se účastnilo na tisíc posluchačů. Na druhou stranu pravděpodobně nejmenší program čítal pouhých deset studentů, kteří se účastnili speciálního semináře jako doplňku k běžnému kurzu. Zajímavá byla i jeho několikaletá práce se skupinou přibližně šesti set studentů ve speciálním „Unit Mastery System with Personalised Instruction“, kde dvě stě z oněch šesti set studentů pracovalo v roli „zmocněnců“, kteří měli na starosti své ostatní spolužáky (na každého zmocněnce tedy připadali tři studenti). Studenti byli pravidelně testováni z každé probrané kapitoly a měli i ústní zkoušení z doplňkové četby, přičemž zmocněnci řídili (z prostor svých kolejních pokojů) testování pro každého ze tří svých svěřenců. Pravidelně se také jedenkrát týdně setkávali se Zimbardem, aby společně diskutovali o otázkách souvisejících s tímto typem výuky.
Profesor Zimbardo na Stanfordově univerzitě vedl Centrum pro studium psychologie terorismu. Jeho ženou byla psycholožka Christina Maslach, jež jako první popsala syndrom pracovního vyhoření. Žili v San Francisku a měli dvě dcery, z nichž jedna studuje filmovou tvorbu, druhá muzejní marketing.
Mezi nejznámější Zimbardovy knihy patří „The Lucifer Effect: Understanding How Good People Turn Evil“ (volně Luciferův efekt: Porozumění, jak se dobří lidé obrátí ke zlu), vydáno v Londýně a New Yorku, nakladatelství Random House, 2007.

## České překlady
- ZIMBARDO, Philip; HARWIG, Daniel. Philip Zimbardo - Paměti psychologa. Překlad Bartošková, Linda. Praha: Portál, 2021. 280 s. ISBN 978-80-262-1748-0.
- ZIMBARDO, Philip. Nesmělost. Překlad Müller, Ivo. Praha: Portál, 2021. 216 s. ISBN 978-80-262-1801-2.
- ZIMBARDO, Philip. Luciferův efekt. Jak se z dobrých lidí stávají lidé zlí. Praha: Academia, 2021. ISBN 978-80-200-3281-2
- ZIMBARDO, Philip, SWORDOVÁ, Rosemary K. M. Lépe žít a milovat díky terapii časové perspektivy. Jak uzdravit minulost, přijmout přítomnost a vytvořit ideální budoucnost. Praha: Academia, 2022. ISBN 978-80-200-3184-6
- ZIMBARDO, Philip, BOYD, John. Časový paradox. Nová psychologie času, která vám změní život. Praha: Academia, 2023. ISBN 978-80-200-3334-5